# Enoé Uranga Muñoz
Enoé Margarita Uranga Muñoz (1 de mayo de 1963) es una política mexicana del Partido de la Revolución Democrática (PRD), conocida por sus iniciativas de ley y actividades en pro de los derechos humanos de las mujeres y de la población LGBT en México.

## Biografía
Enoé Uranga nació el 1 de mayo de 1963. Estudió sociología como pasante entre 1990 y 1995, habiendo asistido a un seminario sobre feminismo y política en 1989. Tiempo después obtuvo una especialidad en el área de políticas públicas y derechos humanos en la Universidad Libre de Berlín, junto con estudios de política social y género. Asimismo, se especializó en prácticas parlamentarias en México en la Universidad Autónoma Metropolitana.
Entre los años 2000 y 2003 fungió como presidenta de la Comisión de Derechos Humanos de la Asamblea Legislativa del Distrito Federal.
Ha participado como asesora del programa de la ONU sobre el VIH/sida. En 2002 se involucró en el Latina Lesbian Leadership, un evento realizado en Washington D. C. Asimismo, ha asistido a la Conferencia Anual en San Juan de Puerto Rico donde diversas autoridades homosexuales asisten para tratar temas e iniciativas sobre el tema LGBT. 
En 2003 asistió a la Confederación Parlamentaria de las Américas, llevada a cabo en Río de Janeiro, Brasil como representante de México.
Entre 2003 y 2009 publicó tres libros: La verdadera historia de la ciudadanía de las mujeres (2003), Memoria del Foro Social de las Américas (2004) y Para la libertad siete leyes históricas de la IV Legislatura (2009).
Adicionalmente, se le atribuye a Uranga la coautoría e impulso de la Ley de Sociedad de Convivencia aprobada en 2006 en donde se reconoció legalmente a todos los hogares formados por personas sin parentesco consanguíneo o por afinidad. Sin embargo, en 2009 se opuso a las modificaciones del Código Civil para reconocer el matrimonio entre personas del mismo sexo en el Distrito Federal.
En 2011, se le premió con el galardón Rievaulx en Coahuila por sus actividades en torno a la defensa de los derechos humanos y el combate a la discriminación.